# Município de Orange (condado de Hancock, Ohio)
O município de Orange (em inglês: Orange Township) é um município localizado no condado de Hancock no estado estadounidense de Ohio. No ano de 2010 tinha uma população de 1.348 habitantes e uma densidade populacional de 14,36 pessoas por km².

## Geografia
O município de Orange encontra-se localizado nas coordenadas 40° 51′ 55″ N, 83° 49′ 17″ O. Segundo a Departamento do Censo dos Estados Unidos, o município tem uma superfície total de 93.86 km², da qual 93,8 km² correspondem a terra firme e (0,07 %) 0,06 km² é água.

## Demografia
Segundo o censo de 2010, tinha 1.348 habitantes residindo no município de Orange. A densidade populacional era de 14,36 hab./km². Dos 1.348 habitantes, o município de Orange estava composto pelo 97,63 % brancos, o 0,22 % eram afroamericanos, o 0,3 % eram amerindios, o 0,07 % eram asiáticos, o 0,89 % eram de outras raças e o 0,89 % eram de uma mistura de raças. Do total da população o 1,34 % eram hispanos ou latinos de qualquer raça.